# Hunyadfi István
Hunyadfi István (Budapest, 1909. március 30. – Dunakeszi, 1996. február 20.) magyar úszó, edző. Fogadott lánya Hunyadfi Magda úszó.

## Élete
1956-ban elhagyta Magyarországot és az 1966-ban Egyesült Államokban telepedett le, ahol edzői munkásságának eredményeként olimpiai bajnokot nevelt.

### Olimpia
1936 és 1976 között kilenc olimpián vett részt úszóként, majd edzőként. A többszörös olimpiai és világbajnok úszó Novák Éva edzője volt.

## Sikerei, díjai
1969-ben bekerült az egyesült államokbeli Fort Lauderdale-ben működő Hall of Fame, a vizes sportok - így az úszás és a vízilabda - hírességeit befogadó csarnok tagjai közé.

## Díjai, elismerései
- Magyar Köztársasági Sportérdemérem bronz fokozat (1949)[2]
- Magyar Népköztársasági Sportérdemérem ezüst fokozat (1951)[3]
- Sport Érdemérem arany fokozat (1955)[4]